# Náměstí Václava Havla (Hradec Králové)
Náměstí Václava Havla je veřejné prostranství v Hradci Králové, které se nachází v areálu univerzitního kampusu Na Soutoku Univerzity Hradec Králové. Návrh na pojmenování schválila městská rada v červnu 2019 a slavnostní pokřtění se uskutečnilo 16. listopadu 2019, tedy den před 30. výročím sametové revoluce. O den později bylo pojmenováno i náměstí Václava Havla v Litomyšli.
V roce 2012 se uvažovalo o přejmenování hradeckého náměstí Svobody na náměstí Václava Havla, ale návrh nebyl zastupiteli schválen s rozdílem jednoho hlasu. Uprostřed piazzetty se nachází fontána.
Kromě tohoto náměstí se v Hradci Králové od roku 2014 nachází i lavička Václava Havla, a to před městskou knihovnou ve Wonkově ulici.

## Fotogalerie

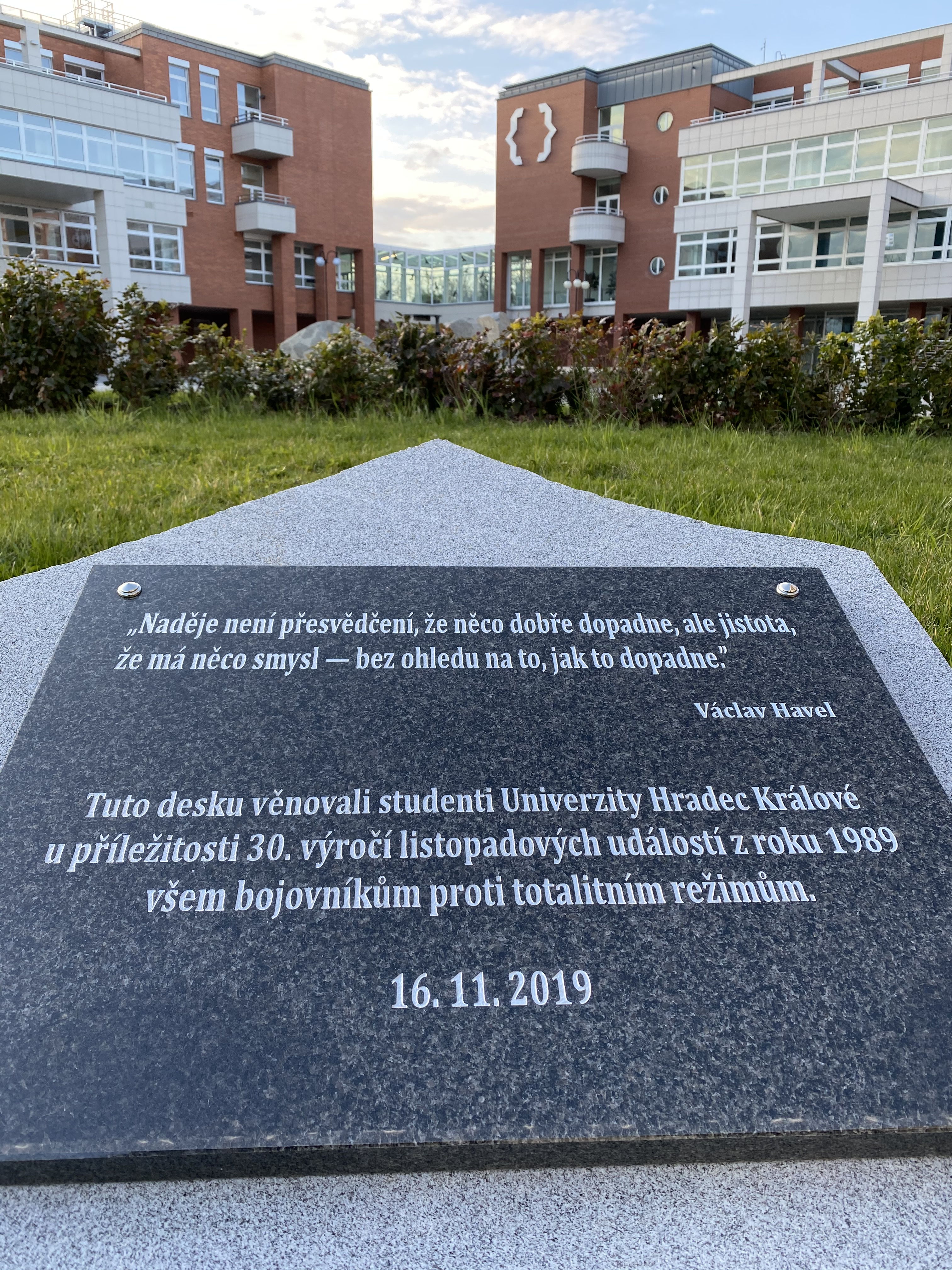
Pamětní deska s citátem Václava Havla
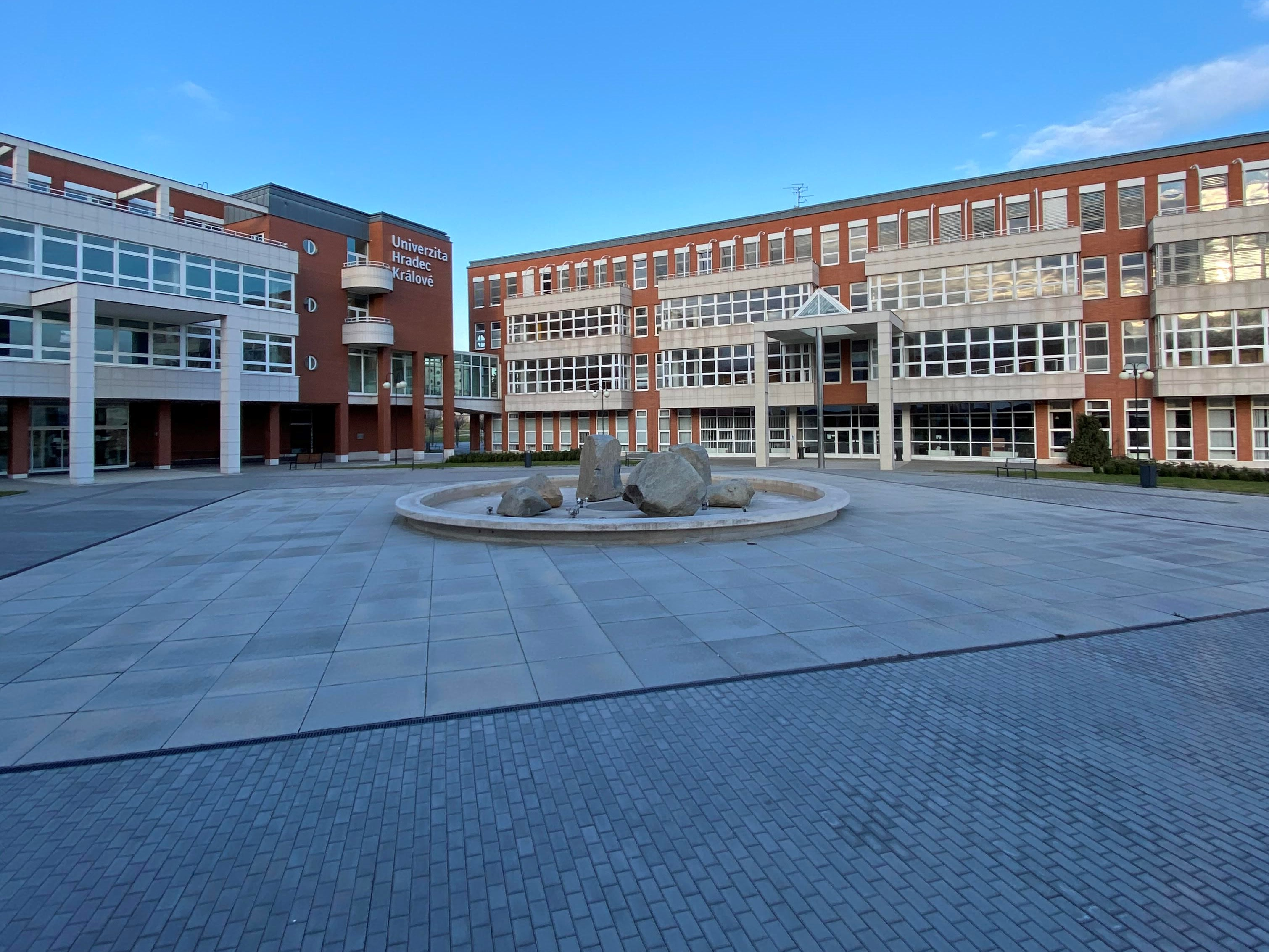
Fontána uprostřed
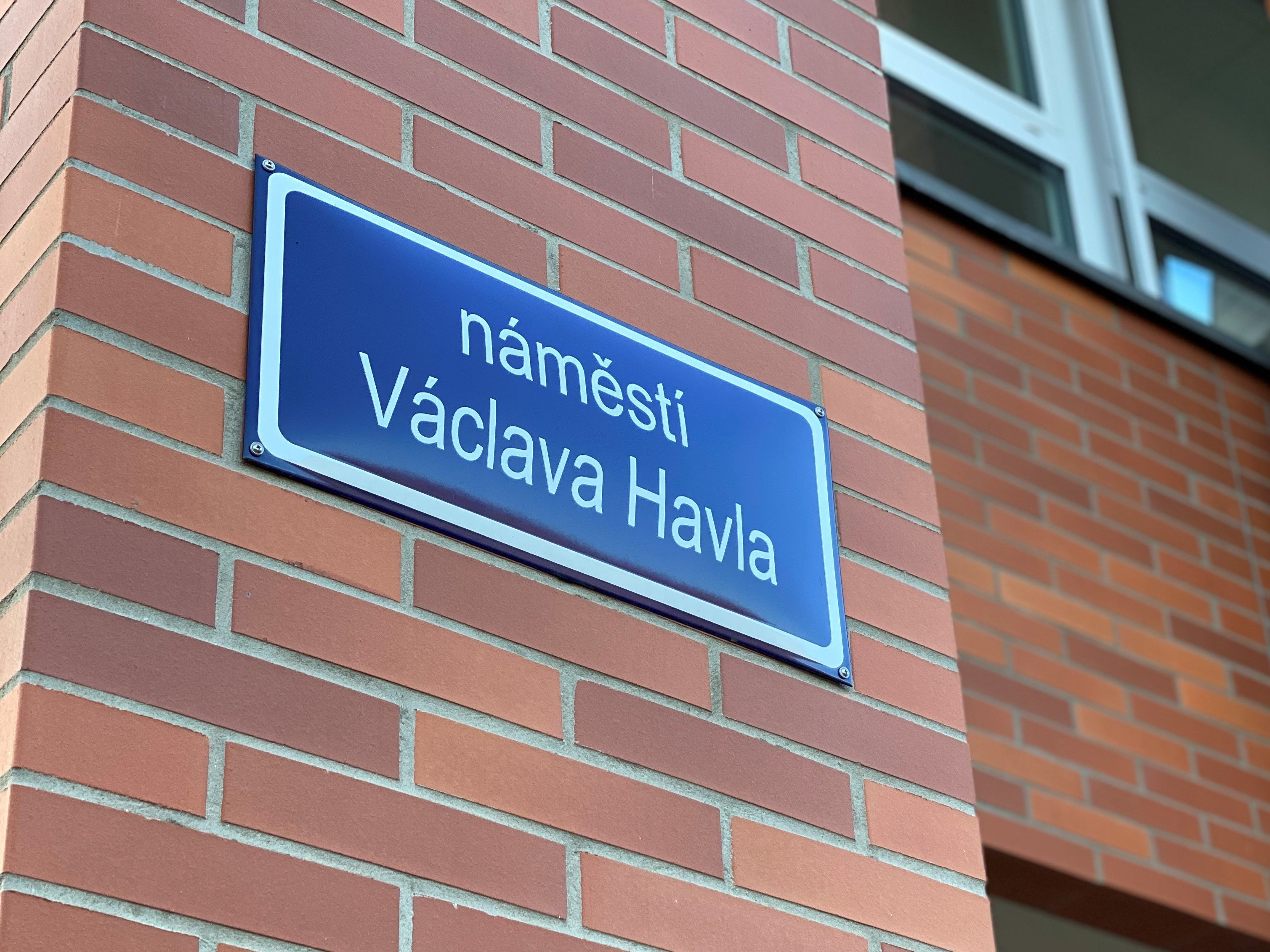
Cedule označující náměstí na budově Přírodovědecké fakulty UHK
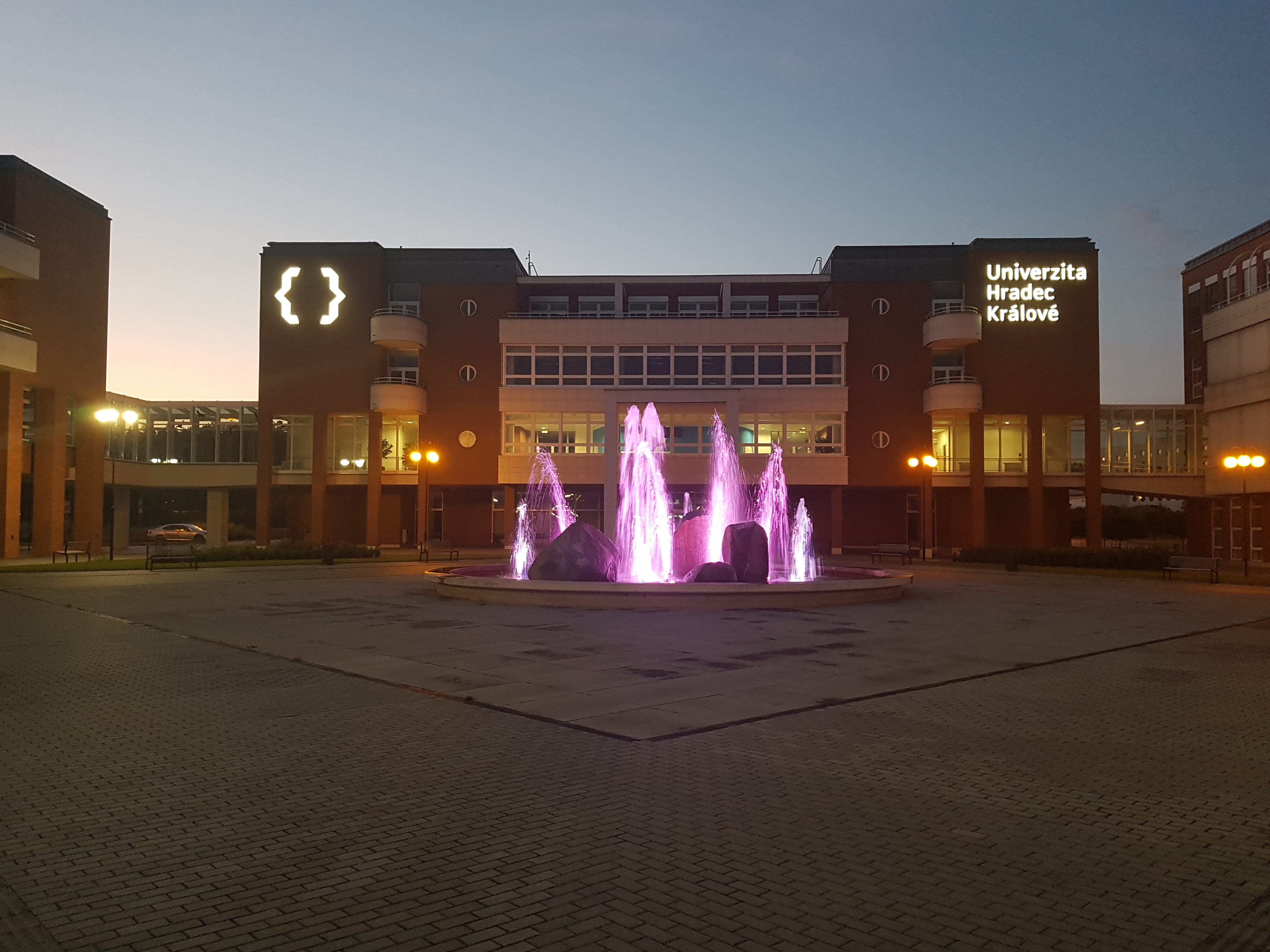
Osvětlená tryskající fontána